# Zwischenberichterstattung
Die Zwischenberichterstattung (englisch interim financial reporting) hat im Bilanzrecht und in der Rechnungslegung die Aufgabe, Unternehmensdaten über den Geschäftsverlauf innerhalb eines Geschäftsjahres zwischen zwei Jahresabschlüssen eines Unternehmens der interessierten Öffentlichkeit zu vermitteln.

## Allgemeines
Der Geschäftsbericht eines Unternehmens erscheint einmal pro Jahr. Interessenten ist jedoch daran gelegen, auch unterjährig über die aktuelle Geschäftsentwicklung unterrichtet zu werden. Die unterjährige Berichterstattung stammt aus den USA, wo seit 1970 das „interim financial reporting“ zur Pflicht amerikanischer Publikumsgesellschaften gehört. Hier umfasst der Quartalsbericht in einem ersten Teil eine auf Konzerndaten beruhende verkürzte Fassung von Bilanz, Gewinn- und Verlustrechnung und Anhang sowie eine Kapitalflussrechnung. Eine mit dem deutschen Lagebericht vergleichbare „Management Discussion & Analysis“ schließt sich an. Ein zweiter Teil gibt „non-financial“-Informationen wieder.
Die Zwischenberichterstattung gehört zur Rechnungslegung und ist ein Teil des Kapitalmarktrechts. Im Gegensatz zur Ad-hoc-Publizität und der Veröffentlichungspflicht von Eigengeschäften von Führungskräften, die sich auf einzelne, nicht periodische Ereignisse beziehen, erfolgt die Zwischenberichterstattung in periodischen Abständen und bezieht sich auf eine Teilperiode des Geschäftsjahres. Sie füllt damit die Informationslücke zwischen den jährlichen Veröffentlichungen der Jahresabschlüsse und Lageberichte.
Unternehmen werden durch Gesetze, durch Börsenordnungen oder Verträge zur Zwischenberichterstattung verpflichtet. Überwiegend sind kapitalmarktorientierte Unternehmen, d. h. Unternehmen, die einen organisierten Markt durch von ihnen ausgegebene Wertpapiere in Anspruch nehmen oder die Zulassung solcher Wertpapiere zum Handel an einem organisierten Markt beantragt haben, zur Zwischenberichterstattung verpflichtet. Die verpflichtenden Normen schreiben auch die Form, den Inhalt und die Frequenz der Zwischenberichterstattung vor. Instrumente der Zwischenberichterstattung sind der Zwischenabschluss, der Zwischenlagebericht und dem Lagebericht vergleichbare Berichte. Diese werden zum Ende eines Quartals oder der Hälfte des Geschäftsjahres erstellt und vermitteln den Adressaten im Wesentlichen Informationen zur Beurteilung der Vermögens-, Finanz- und Ertragslage des Unternehmens. Ein weiteres Instrument ist die Zwischenmitteilung der Geschäftsführung. Als Teil der Zwischenberichterstattung haben die gesetzlichen Vertreter des Unternehmens in bestimmten Fällen einen Bilanzeid, eine Erklärung über das interne Kontrollsystem oder ähnliche Erklärungen abzugeben.
Durch die Transparenzrichtlinie der Europäischen Union (TranspRL) ist neben anderen Zielen beabsichtigt, ein Mindestmaß an Harmonisierung im Bereich der Zwischenberichterstattung in der Europäischen Union zu erzielen.

## Verpflichtung zur Zwischenberichterstattung und anzuwendende Rechnungslegungsvorschriften

### Deutschland
In Deutschland ist die Zwischenberichterstattung seit 1986 gesetzlich vorgeschrieben und seit 2007 im Wertpapierhandelsgesetz (WpHG) geregelt. § 115 Absatz 1 WpHG verpflichtet Unternehmen, die als Inlandsemittent Aktien oder Schuldtitel ausgegeben haben, zur Zwischenberichterstattung. Inlandsemittenten im Sinne des § 2 Absatz 14 WpHG sind im Wesentlichen Unternehmen mit Sitz in Deutschland, deren Wertpapiere zum Handel an einem organisierten Markt in Deutschland zugelassen sind. Von der Verpflichtung zur Zwischenberichterstattung sind gemäß § 118 WpHG u. a. bestimmte Emittenten von Schuldtiteln und bestimmte Kreditinstitute ausgenommen. Die von der Pflicht zur Zwischenberichterstattung betroffenen Unternehmen müssen grundsätzlich zur Hälfte des Geschäftsjahres einen Halbjahresfinanzbericht, der einen Zwischenabschluss (Halbjahresabschluss), einen Lagebericht und einen Bilanzeid enthält, veröffentlichen. Unternehmen, die im Prime Standard der Frankfurter Wertpapierbörse notiert sind, haben aufgrund der Frankfurter Börsenordnung zudem Quartalsmitteilungen für das erste und dritte Quartal zu veröffentlichen.
Die Zwischenberichterstattung hat gemäß § 115 Absatz 3 WpHG nach den gültigen Rechnungslegungsvorschriften zu erfolgen. Demnach sind die meisten betroffenen Unternehmen verpflichtet, einen Zwischenabschluss nach den International Financial Reporting Standards (IFRS) auszustellen. Falls die anderen Unternehmen nicht für einen Abschluss nach IFRS optieren bzw. optieren können, müssen diese ihren Zwischenabschluss nach den handelsrechtlichen Vorschriften aufstellen. Der DRS 16 ist eine Richtlinie zur Zwischenberichterstattung in Deutschland. Sofern Unternehmen zur Aufstellung eines Konzernabschlusses verpflichtet sind, sind auch die Zwischenabschlüsse als Konzernabschluss zu veröffentlichen.
In Deutschland ist eine Prüfung oder prüferische Durchsicht der Zwischenberichterstattung durch einen Wirtschaftsprüfer nicht verpflichtend. Wird auf diese verzichtet, so ist dies gemäß § 115 Absatz 5 WpHG im Halbjahresfinanzbericht anzugeben. Die Zwischenabschlüsse und -lageberichte werden jedoch gemäß § 342b Absatz 2 HGB von der deutschen Prüfstelle für Rechnungslegung geprüft, wenn konkrete Anhaltspunkte für einen Verstoß gegen Rechnungslegungsvorschriften vorliegen, oder die Bundesanstalt für Finanzdienstleistungsaufsicht (BaFin) dies anordnet (§ 107 WpHG). Bei fehlendem öffentlichem Interesse unterbleibt jedoch die Prüfung.
§ 115 Absatz 1 WpHG verpflichtet die betroffenen Unternehmen, ihre Halbjahresabschlüsse spätestens drei Monate nach Ablauf des Berichtszeitraums der Öffentlichkeit zur Verfügung zu stellen. Ferner müssen die Unternehmen vor dem Zeitpunkt, zu dem der Halbjahresfinanzbericht erstmals der Öffentlichkeit zur Verfügung steht, eine Bekanntmachung darüber veröffentlichen, ab welchem Zeitpunkt und unter welcher Internetadresse der Bericht zusätzlich zu seiner Verfügbarkeit im Unternehmensregister öffentlich zugänglich ist. Sein Mindest-Inhalt ist in den §§ 53–62 BörsZulVO geregelt. Danach muss er Zahlenangaben über die Tätigkeit und die Ergebnisse des Emittenten im Berichtszeitraum sowie Erläuterungen hierzu enthalten. Diese groben börsenrechtlichen Normen wurden durch DRS 6 konkretisiert. Er gilt aufgrund der Bekanntmachung durch das Bundesjustizministerium vom 13. Februar 2001 als Bestandteil der Grundsätze ordnungsmäßiger Buchführung. Diese Zwischenberichterstattung hatte das Ziel, die deutsche Zwischenberichterstattung auf das US-Niveau anzugleichen. Er soll künftig durch den DRS 21, der gegenwärtig als E-DRS 21 diskutiert wird, ersetzt werden.
Zu den Zwischenberichten gehören der Halbjahresbericht, Quartalsbericht, Monatsbericht (Deutsche Bundesbank) oder andere periodische unterjährige Berichte. Sie müssen nach denselben Rechnungslegungsgrundsätzen erstellt werden wie der Jahresabschluss.

### International
In Österreich haben Emittenten von Aktien oder Schuldtiteln gemäß § 87 BörseG einen Halbjahresfinanzbericht zu erstellen. Ist ein Emittent verpflichtet zum Geschäftsjahresende einen Konzernabschluss nach IFRS aufzustellen, so hat er auch einen Zwischenabschluss nach IFRS aufzustellen. Die übrigen Unternehmen haben einen verkürzten Abschluss, der zumindest eine verkürzte Bilanz, eine verkürzte Gewinn- und Verlustrechnung sowie einen erläuternden Anhang zu umfasst und der nach österreichischem Bilanzrecht aufgestellt ist, zu veröffentlichen. Der Finanzmarktaufsichtsbehörde obliegt es, die Details für die Aufstellung des verkürzten Abschlusses zu regeln. Die österreichischen Regelungen zur Prüfung des Zwischenberichtes durch Wirtschaftsprüfer sind analog zu den deutschen Regeln.
Unternehmen, die an einer US-amerikanischen Wertpapierbörse notiert sind, haben seit 1970 vierteljährlich ein Formblatt (Form 10-Q) bei der United States Securities and Exchange Commission (SEC) einzureichen. Dieses enthält einen Zwischenabschluss, eine Beurteilung der Finanz- und Ertragslage (Management's Discussion and Analysis of Financial Statement Condition and Results of Operations), eine Einschätzung der Marktrisiken und eine Erklärung zum internen Kontrollsystem. In den USA ist der Zwischenabschluss grundsätzlich nach den United States Generally Accepted Accounting Principles (US-GAAP) aufzustellen. In bestimmten Fällen kann auch ein Abschluss nach den IFRS aufstellt werden.
Der seit Juni 1998 bestehende IAS 34 begründet keine Pflicht zur Zwischenberichterstattung. Danach ist IAS 34 anzuwenden, wenn ein Unternehmen einen Zwischenbericht erstellt. Mit dem Standard wird gestattet, weniger zu berichten als die in einem Jahresabschluss enthaltenen Informationen, wobei diese Informationen auf denen des Jahresabschlusses aufbauen und deren Aktualisierung darstellen müssen. In IAS 34 werden die zu berücksichtigen Ansatz-, Bewertungs- und Angabevorschriften für Zwischenberichte genannt.

## Zwischenabschlüsse
Prinzipiell entspricht der Zwischenabschluss dem Jahresabschluss oder Konzernabschluss der zum Geschäftsjahresende aufgestellt wird. Anders als diese bezieht er sich auf eine Teilperiode des Geschäftsjahres und hat in vielen Fällen einen geringeren Umfang. Da er sich auf eine Teilperiode bezieht, sind bei seiner Aufstellung besondere Regeln zu beachten, die je nach Rechnungslegungssystem mehr oder weniger von den Regeln, die bei der Aufstellung von Abschlüssen zum Jahresende zu beachten sind, abweichen. Zwischenabschlüsse werden überwiegend zum Ende eines Quartals eines Geschäftsjahres (Quartalsabschlüsse) oder zum Geschäftsjahreshalbjahr (Halbjahresabschlüsse) aufgestellt.
Ein Zwischenabschluss nach IFRS hat gemäß IAS 34.8 eine Bilanz, eine Gesamtergebnisrechnung, eine Kapitalflussrechnung, eine Eigenkapitalveränderungsrechnung und einen Anhang zu enthalten. Diese können jedoch in einer gegenüber dem Jahresabschluss verkürzten Form aufgestellt werden. Bei einem verkürzten Abschluss werden gegenüber dem vollständigen Abschlussformat bestimmte Detailangaben weggelassen. Er muss jedoch die im vorherigen Jahresabschluss verwendeten Überschriften und Zwischensummen enthalten. Der Anhang kann gegenüber dem Abschluss zum Geschäftsjahresende weniger Angaben enthalten.
Die Bilanz hat die Werte der Aktiva und Passiva zum Stichtag des Zwischenabschlusses und zum Vergleich die des letzten Jahresabschlusses zu enthalten. Die Gesamtergebnisrechnung und die Kapitalflussrechnung haben die Aufwendungen und Erträge bzw. die Einnahmen und Ausgaben vom Geschäftsjahresanfang bis zum Stichtag des Zwischenabschlusses darzustellen. Als Vergleichswerte sind die Werte der entsprechenden Periode des Vorjahres anzugeben. Unternehmen, deren Geschäftstätigkeit stark saisonabhängig ist, empfiehlt der IAS 34.21 zusätzlich Angaben über Aufwendungen und Erträge für einen Zeitraum von zwölf Monaten zu machen, der am Stichtag des Zwischenabschlusses endet.
Bei der Aufstellung des Zwischenabschlusses sind gemäß IAS 34.28 dieselben Bilanzierungs- und Bewertungsmethoden anzuwenden wie bei der Aufstellung des Abschlusses zum Geschäftsjahresende. Umgekehrt soll jedoch die Anzahl der Zwischenabschlüsse nicht die Bewertungsentscheidungen im folgenden Jahresabschluss beeinflussen. Bei den Bewertungsentscheidungen im Zwischenabschluss sind jedoch umfangreichere Schätzungen notwendig. So ist bei der Bemessung der Ertragsteuern der geschätzte Steuersatz des Gesamtjahres zugrunde zu legen. Umsatzerlöse müssen in der Periode gezeigt werden, in der sie realisiert wurden. Eine Glättung der Umsatzerlöse über den Jahresverlauf ist nach IFRS nicht erlaubt. Unternehmen, deren Geschäft stark von saisonalen Einflüssen geprägt ist, haben dies im Anhang zu erläutern.
Die Aufstellung des Zwischenabschlusses nach deutschem Bilanzrecht erfolgt prinzipiell analog der Aufstellung des Zwischenabschlusses nach IFRS, jedoch auf Basis der Vorschriften des Handelsgesetzbuches (HGB) und ggf. nach dem DRS 16. Der Zwischenabschluss kann sich hier jedoch auf eine verkürzte Bilanz, eine verkürzte Gewinn- und Verlustrechnung und einen verkürzten Anhang beschränken. Im Vergleich zum IAS 34 fordert der DRS 16 den Bilanzierenden jedoch auf, bei der Aufstellung des Zwischenabschlusses einen Bezug zur Jahresperiode herzustellen.
Der Zwischenabschluss nach US-GAAP betont im Vergleich zum Abschluss nach IFRS ebenfalls stärker seine Prognosefunktion für das gesamte Geschäftsjahr. Nach FASB ASC 270 sind zahlreiche Aufwendungen, die nicht den Umsatzerlösen der Zwischenperiode direkt zugeordnet werden können, in Höhe ihres Zeitanteils am geschätzten Gesamtjahresaufwand zu bemessen. Abwertungen des Vorratsvermögens aufgrund eines niedrigen Marktpreises brauchen dann nicht vorgenommen werden, wenn zu erwarten ist, dass die Abwertung aufgrund steigender Marktpreise bis zum Geschäftsjahresende wieder zugeschrieben werden müsste.

## Zwischenlagebericht
Unabhängig ob der Abschluss nach IFRS oder deutschem Bilanzrecht aufgestellt wird, ist der Zwischenabschluss in Deutschland und Österreich gemäß § 115 WpHG Absatz 2 bzw. § 87 Absatz 1 BörseG um einen Zwischenlagebericht zu ergänzen. In Deutschland sind wesentliche Chancen und Risiken für die dem Berichtszeitraum folgenden sechs Monate des Geschäftsjahrs darzustellen. In Österreich brauchen statt der Chancen und Risiken nur die Risiken und Ungewissheiten dargestellt werden. Aktienemittenten müssen in den beiden Ländern zusätzlich wesentliche Geschäfte mit nahestehenden Personen angeben. Der Lagebericht ist prinzipiell nach den allgemeinen Grundsätzen aufzustellen. Nach DRS 16 liegt jedoch der Schwerpunkt bei der Aktualisierung des Lageberichts des letzten Jahresabschlusses und der Prognose für das ausstehende Geschäftsjahr.

## Zwischenberichterstattung und internes Berichtswesen
Bei vielen Unternehmen ist die Zwischenberichterstattung mit dem internen Berichtswesen verknüpft. Ein Element des Berichtswesens ist dann die freiwillige Erstellung von Zwischenabschlüssen zum Monatsende (Monatsabschlüsse). Diese werden nicht veröffentlicht, dienen jedoch der Unternehmensführung als Information. Bei vielen Unternehmen werden diese Abschlüsse im Wesentlichen nach den Bilanzierungsmethoden für die veröffentlichten Zwischenabschlüsse aufgestellt, wobei die Unternehmen oft von ihrer Freiheit Gebrauch machen, in einigen Punkten den Regeln weniger streng zu folgen.
Im Vergleich zu den veröffentlichten Abschlüssen stellt das interne Berichtswesen der Unternehmensleitung wesentlich detailliertere und weitgehendere Informationen zur Verfügung, enthält zusätzliche Auswertungen und Reports. Es ist in der Regel mit der Unternehmensplanung verknüpft.